# Fortificacions de la costa caribenya del Panamà
Les fortificacions de la costa carib de Panamà, declarades Patrimoni de la Humanitat per la UNESCO el 1980, constitueixen un magnífic exemple de l'arquitectura militar dels segles XVII i XVIII.
La declaració inclou les fortificacions de Portobelo (9° 33′ 14″ N, 79° 39′ 21″ O / 9.55389°N,79.65583°O) i San Lorenzo (9° 19′ 27″ N, 80° 0′ 11″ O / 9.32417°N,80.00306°O), ambdues a la costa carib de Panamà, que formaven part del sistema defensiu per al comerç transatlàntic de la Corona d'Espanya.